# Fritz Sterzel
Fredrik (Fritz) Julius Christian Sterzel, född 21 januari 1890, död 2 april 1959 i Stockholm, var en svensk jurist och ämbetsman. Han var far till Fredrik Sterzel.
Sterzel blev filosofie kandidat 1912, juris kandidat 1913, juris licentiat 1919 och juris doktor 1920. Han var 1919–1922 docent och 1920–1921 tillförordnad professor vid Uppsala universitet. Han genomförde tingstjänstgöring 1913–1916, blev assessor 1921, fiskal 1928, hovrättsråd i Svea hovrätt 1929, tillförordnad revisionssekreterare 1925, revisionssekreterare 1931, och var justitieråd 1935–1955. Han blev kommendör med stora korset av Nordstjärneorden 1945. Sterzel är begravd på Norra begravningsplatsen utanför Stockholm.